# Nederland op het Eurovisiesongfestival 2012
Nederland nam deel aan het Eurovisiesongfestival 2012 in Bakoe, Azerbeidzjan. Het was de 53ste deelname van het land op het Eurovisiesongfestival. Joan Franka won het Nationaal Songfestival 2012 en vertegenwoordigde Nederland in Bakoe. De Nederlandse inzending werd niet gekozen om door te gaan naar de finale.

## Selectieprocedure
De TROS maakte op 6 juli 2011 de selectieprocedure voor het Eurovisiesongfestival 2012 bekend. De voorbijgaande jaren koos Nederland steeds ofwel artiest, ofwel nummer intern. Maar dit leverde weinig resultaat op. Sinds 2004 kon Nederland de finale niet meer bereiken, een triest record. In 2011 werden de 3JS zelfs allerlaatste in hun halve finale. Daarom gooide de TROS de boeg om, en kwam er een open inschrijving. Er werd een selectiecommissie samengesteld bestaande uit platenbazen, songfestivalkenners, choreografen etc. die de inzendingen beoordeelden. Op 30 september 2011 sloten de inschrijvingen. In totaal waren er bij de TROS 491 inzendingen ontvangen.
Op 5 januari 2012 werd tijdens een persconferentie bekendgemaakt welke artiesten zouden deelnemen aan het Nationaal Songfestival.

## Nationaal Songfestival 2012
- Raffaela Paton – Chocolatte

- Joan Franka – You and me

- Ivan Peroti –  Take me as I am

- Pearl Jozefzoon – We can overcome

- Tim Douwsma – Undercover lover

- Kim de Boer – Children of the world

Op 26 februari 2012 won Joan Franka het Nationaal Songfestival 2012 door eerst het duel met Raffaëla Paton, die Chocolatte ten gehore bracht, te winnen. De vakjury gaf echter de voorkeur aan Ivan Peroti en Pearl Jozefzoon, maar door de thuisstemmers kreeg Franka toch de meeste punten. Hierdoor mag zij Nederland vertegenwoordigen op het Eurovisiesongfestival 2012 in Baku. Hier zingt zij opnieuw het nummer You and me, dat zij zelf schreef samen met Jessica Hoogenboom.

## In Bakoe
In Bakoe trad Nederland aan in de tweede halve finale, op donderdag 24 mei. Zangeres Joan Franka slaagde er echter niet in om zich te plaatsen voor de finale, ze eindigde op de 15de plaats, van totaal 18. Van de vakjury kreeg ze 31 punten en van het publiek kreeg ze 51 punten.
1956 · 1957 · 1958 · 1959 · 1960 · 1961 · 1962 · 1963 · 1964 · 1965 · 1966 · 1967 · 1968 · 1969 · 1970 · 1971 · 1972 · 1973 · 1974 · 1975 · 1976 · 1977 · 1978 · 1979 · 1980 · 1981 · 1982 · 1983 · 1984 · 1985 · 1986 · 1987 · 1988 · 1989 · 1990 · 1991 · 1992 · 1993 · 1994 · 1995 · 1996 · 1997 · 1998 · 1999 · 2000 · 2001 · 2002 · 2003 · 2004 · 2005 · 2006 · 2007 · 2008 · 2009 · 2010 · 2011 · 2012 · 2013 · 2014 · 2015 · 2016 · 2017 · 2018 · 2019 · 2020 · 2021 · 2022 · 2023 · 2024 · 2025
Albanië · Azerbeidzjan · België · Bosnië en Herzegovina · Bulgarije · Cyprus · Denemarken · Duitsland · Estland · Finland · Frankrijk · Georgië · Griekenland · Hongarije · Ierland · IJsland · Israël · Italië · Kroatië · Letland · Litouwen · Macedonië · Malta · Moldavië · Montenegro · Nederland · Noorwegen · Oekraïne · Oostenrijk · Portugal · Roemenië · Rusland · San Marino · Servië · Slovenië · Slowakije · Spanje · Turkije · Verenigd Koninkrijk · Wit-Rusland · Zweden · Zwitserland